# Mkwaja
Mkwaja és una població de Tanzània, a la part continental (Tanganyika) al districte de Pangani, regió de Tanga. Se sap que a la zona (districte de Pingani i Bagamoyo) hi havia quinze senyories locals manades segons la tradició per shirazians, federades sota l'autoritat d'un jumbe (plural majumbe). Mkwaja era la principal i estava a uns 30 km al sud del riu Pangani. El primer jumbe de Mkwaja en realitat era àrab, de nom Aman i originari de Bagdad i va governar al final del segle xv. Prèviament havia viscut a Zanzíbar i després va fundar una colònia a Uzimia a la costa continental des d'on els seus descendents van dominar Ushongo, Buguni, Mkwaja, Kipumbwe, Bweni i Pangani, i encara van seguir més al nord; la capital es va establir a Kipumbwe on el 1789 es va construir una mesquita, però després el govern es va traslladar a Mkwaja. Una mesquita en runes del segle xviii encara hi existia el 1954 al costat de la moderna.